# Shijiazhuang
Shijiazhuang, tidigare stavat Shihkiachwang, är en stad på prefekturnivå och provinshuvudstad i Hebei, Kina, och som sådan ett centrum för politik, ekonomi, industri och utbildning. Stadsblomma är den kinesiska rosen.

## Geografiskt läge och historia
Shijiazhuang ligger strategiskt på järnvägslinjen som går söderut från Peking, och började också som en lokal marknadsplats knuten till den år 1902 öppnade järnvägen. Sedan staden gjordes till provinshuvudstad 1958 har den växt från 600 000 invånare till dagens över 2 miljoner, inte minst tack vare ett generöst regelverk som tillåter utifrån kommande att kostnadsfritt mantalsskriva sig i staden.
Staden grundades 1925 och fick formell ställning som stad den 7 oktober 1939 under namnet Shimen (Shímén, 石門). Den 26 december 1947 ändrades namnet till Shijiazhuang ("Shi-familjens by") och 1958 blev staden provinshuvudstad i Hebei.
I Zhao härad finns en av Kinas äldsta stenbroar, Zhaozhou-bron.

## Administrativ indelning
| Karta | Namn     | Kinesiska        | Pinyin  | Befolkning (2010) | Yta (km²) | Täthet (/km²) |
| --- | -------- | ---------------- | ------- | ----------------- | --------- | ------------- |
| 1 2 3 4 5 6 Jingxing härad Zhengding härad Luancheng härad Xingtang härad Lingshou härad Gaoyi härad Shenze härad Zanhuang härad Wuji härad Pingshan härad Yuanshi härad Zhao härad Xinji (stad) Gaocheng (stad) Jinzhou (stad) Xinle (stad) Luquan (stad) 1. Chang'an 2. Qiaodong 3. Qiaoxi 4. Xinhua 5. Yuhua 6. Jingxing |          |                  |         |                   |           |               |
| Innerstadsdistrikt |          |                  |         |                   |           |               |
| Chang'an-distriktet | 长安区   | Cháng'ān qū      | 560 643 | 110               | 4 362     |               |
| Qiaodong-distriktet | 桥东区   | Qiáodōng qū      | 410 116 | 43                | 9 538     |               |
| Qiaoxi-distriktet | 桥西区   | Qiáoxī qū        | 596 164 | 53                | 11 248    |               |
| Xinhua-distriktet | 新华区   | Xīnhuá qū        | 625 119 | 92                | 6 795     |               |
| Yuhua-distriktet | 裕华区   | Yùhuá qū         | 574 572 | 101               | 4 888     |               |
| Förorter |          |                  |         |                   |           |               |
| Jingxings gruvdistrikt | 井陉矿区 | Jǐngxíng kuàngqū | 95 170  | 56                | 1 699     |               |
| Zhengding härad | 正定县   | Zhèngdìng xiàn   | 466 807 | 568               | 822       |               |
| Luancheng härad | 栾城县   | Luánchéng xiàn   | 328 933 | 347               | 948       |               |
| Satellitstäder |          |                  |         |                   |           |               |
| Xinji | 辛集市   | Xīnjí shì        | 615 919 | 951               | 648       |               |
| Gaocheng | 藁城市   | Gàochéng shì     | 775 110 | 836               | 927       |               |
| Jinzhou | 晋州市   | Jìnzhōu shì      | 537 679 | 619               | 868       |               |
| Xinle | 新乐市   | Xīnlè shì        | 487 652 | 625               | 780       |               |
| Luquan | 鹿泉市   | Lùquán shì       | 432 936 | 603               | 718       |               |
| Landsbygd |          |                  |         |                   |           |               |
| Jingxing härad | 井陉县   | Jǐngxíng xiàn    | 309 882 | 1 381             | 224       |               |
| Xingtang härad | 行唐县   | Xíngtáng xiàn    | 406 353 | 1 025             | 396       |               |
| Lingshou härad | 灵寿县   | Língshòu xiàn    | 333 558 | 1 546             | 216       |               |
| Gaoyi härad | 高邑县   | Gāoyì xiàn       | 186 478 | 222               | 840       |               |
| Shenze härad | 深泽县   | Shēnzé xiàn      | 250 264 | 296               | 845       |               |
| Zanhuang härad | 赞皇县   | Zànhuáng xiàn    | 244 799 | 1 210             | 202       |               |
| Wuji härad | 无极县   | Wújí xiàn        | 502 662 | 524               | 959       |               |
| Pingshan härad | 平山县   | Píngshān xiàn    | 433 429 | 2 951             | 147       |               |
| Yuanshi härad | 元氏县   | Yuánshì xiàn     | 418 466 | 849               | 493       |               |
| Zhao härad | 赵县     | Zhào xiàn        | 571 077 | 714               | 800       |               |

## Vänorter
- Nagano, Japan (1981)
- Saskatoon, Kanada (1985)
- Des Moines, USA (1985)
- Parma, Italien (1987)
- Corby, Storbritannien (1994)
- Cheonan, Sydkorea (1997)
- Querétaro, Mexiko (1997)
- Falkenberg, Sverige (2002)
- Nam Dinh, Vietnam (2004)

## Kända personer från Shijiazhuang
- Zhang Zilin, Miss World 2007